# DJ Roots
Curiosidade, vontade de inovar e muita pesquisa. Três características do trabalho de Paulo Braga, o DJ Roots, com o drum and bass.

## História e Carreira
Foi em 2001 que o designer ingressou no curso de djing do Pragatecno - núcleo de música eletrônica criado em 1998 no norte-nordeste - e desde então, passou a fazer parte do staff do grupo. Seu set mescla estilos como jazzstep, liquid funk e soulfull, sem esquecer, entretanto, de passear por outros estilos nas batidas quebradas do drum and bass.
Projetos mensais como a DB e a D-Breaks foram desenvolvidos pelo núcleo de drum and bass do grupo e foram responsáveis pelo início da cena junglist na Bahia. Hoje em dia o DJ Roots é idealizador e integrante do Grupo BOOH! – Primeiro grupo na Bahia que visa difundir e ampliar a cena drum and bass no local.
Em 2003, quando ainda fazia parte do coletivo Pragatecno, foi convidado a se apresentar no Camarote Expresso 2222, do Ministro Gilberto Gil, durante o Carnaval de Salvador. Este evento contou também com a presença de grandes djs da cena, como Marcus Intalex (UK), Marky e XRS. Ainda em 2003 participou do evento Break It Down, em João Pessoa. Projeto idealizado pelo coletivo Oversonix, uma noite dedicada ao Drum and Bass que contou com a presença do DJ Mad Zoo. Roots participou também das duas edições do Soar festival DJS, que aconteceram na Fashion Club de Salvador e marcaram o início de uma cena consolidada na capital baiana. DJs Patife, Marky e XRS, além dos MCs Fats e Cleveland Watkiss participaram da festa que teve um público de 3.000 pessoas.
Já em 2004 Roots se apresentou pela primeira vez na tenda eletrônica do Festival de Verão Salvador. Evento que acontece sempre antes do carnaval baiano e conta com a presença de 50.000 pessoas por dia. Grandes djs como Murphy, Marky e XRS também participaram do festival. Em abril, numa pequena turnê por São Paulo, Roots se apresentou nos 2 maiores projetos semanais de drum and bass do Brasil. No Susi in Transe participou da The Bass e no Lov.e Club, ao lado do DJ Marky comandou as pickups da noite VIBE. Em maio foi convidado por Chris DB para participar da gravação do DVD do projeto 3Breakers Combat! em Fortaleza e ainda em 2004, foi convidado pelo DJ Patife a participar da sua turnê Patife na Estrada, o evento aconteceu na praia de Stella Maris em Salvador.
No início de 2005 foi convidado por Fernanda Porto a participar de sua apresentação no Carnaval de Salvador, no trio da Daniela Mercury, evento que fez parte da turnê de divulgação do seu disco mais recente – Giramundo. DJ Roots produziu algumas bases remixadas para serem utilizadas na apresentação.
A ousadia e a versatilidade também são marcas das criações de Roots. Em 2005, numa parceria com o músico Rafael Pondé, produziu a versão drum’n bass da música Sorriso de Flor, que viria a se tornar a sua primeira faixa ser lançada por um selo de drum’n bass – Innerground Records, dos djs Marky e XRS. Também em 2005, junto com os DJs Marky & Bungle, produziu a faixa Restart e com o Theego ,do chile, produziu a música Shining Down e remixou duas músicas do grupo alemão Phoneheads – Buscapé e Roll That Stone. A última conta com o vocal especial do cantor e MC Cleveland Watkiss da Inglaterra.
Em 2005 foi convidado novamente a participar da tenda eletrônica do Festival de Verão Salvador. Neste ano também participaram os DJs XRS, Ingrid, Snoop e Murphy. No Carnaval da Bahia se apresentou junto com a cantora Fernanda Porto no Trio Eletrônico de Daniela Mercury. Ramiro Mussoto e Ramilson Maia também estiveram presentes. Em abril se apresentou mais uma vez com o DJ Marky na noite VIBE, no Lov.e Club em São Paulo. No Rio de Janeiro tocou na festa Febre, projeto semanal de drum and bass, idealizado por Calbuque, Yanay e Marcelinho da Lua, que acontece na Casa da Matriz. Participou também da primeira edição do FW Eletronic, que aconteceu em paralelo ao Ceará Music em Fortaleza.
Em 2006 participou mais uma vez do Festival de Verão Salvador ,no Carnaval, Roots se apresentou no Camarote Expresso 2222 e em maio foi convidado a tocar no maior evento de música eletrônica da américa latina – O Skol Beats – na tenda Marky & Friends. Em Outubro também se apresentou no FW Eletronic (Ceará Music), que hoje é um dos 4 maiores festivais de música eletrônica do País.

Sem jamais deixar a pesquisa de lado, DJ Roots aceita o desafio de criar com liberdade e inspiração, sempre buscando disseminar a cena drum and bass.

## Discografia
DJ Roots lançou diversos álbuns em conjunto com outros DJ's.

### Já lançados
INN013 (2005)
DJ Roots ft. Rafael Pondé – Sorriso de Flor (Innerground Records) 12”
FABRIC50, 2005
DJ Marky, Bungle & Roots – Restart (Fabric) CD - Mixed by High Contrast
BUD004, 2005
Phoneheads ft. Cleveland Watkiss – Roll That Stone (DJ Roots & Theego rmx) 12”
Phoneheads – Buscape (DJ Roots & Theego rmx) 12”
DUBLAB, 2006 (Japão, mixado por DJ Aki)
DJ Roots ft. Rafael Pondé – Sorriso de Flor (Innerground Records)
DJ Roots & Theego – Shining Down (Liquid V)
DJ Roots, Bungle & Theego – Conquest System (dub)
KCCD-186, 2006 (KSR, mixado por DJ Patife) BOSSA HOUSE'N BREAKS
DJ Roots, Bungle & Theego – Conquest System (dub)
Master Series, 2011 - DNBB004.1 - DNBB Recordings
DJ Roots & Theego – Sorriso de Flor (DNBB Recordings DNBB004.1)
BLUSAPHIR
DJ Roots & Theego ft. Illesha – Universe 12”
DJ Roots, Bungle & Theego – Conquest System 12”
DJ Roots & Theego ft. Camila Andrade – Super Love 12”

### Em andamento
LIQUID V
DJ Roots & Theego – Shinning Down 12”